# Gliese 849
Gliese 849 je zvijezda u zviježđu Vodenjak.
Poznata je zbog egzoplaneta koji je pronađen u listopadu 2006. Zvijezda je od zemlje udaljena oko 29 svjetlosnih godina.

## Zvijezda
Zvijezda je crveni patuljak, ima oko 30 posto tezine našeg Sunca, a stara je oko tri milijardi godina. Zvijezda vjerojatno ima više teških elemenata nego naše sunce. Druga imena u drugim katalozima zvijezde su BD -05° 5715b, Hip 109388, G 27-16, LHS 517, LTT 8889, LFT 1689, LPM 814, Vys/MCC 73 i Wolf 1329.

## Egzoplanet
Planet u ovom sustavu je "BD -05° 5715b" ili Gliese 849 b. Gliese 849 b ima najmanje 82 posto mase Jupitera i kruži oko Sunca na udaljenossti od 2.35 astronomskih jedinica. 
Vjerojatnost da postoji život na ovom planetu je, zbog velike udaljenosti od matične zvijezde, jako mala. 

## Vanjske poveznice
Gliese 849: planet i sunce  Arhivirana inačica izvorne stranice od 30. ožujka 2021. (Wayback Machine)